# 井原美岐雄
井原 美岐雄（いはら みきお、1890年1月26日 - 1942年11月25日）は、日本海軍の軍人。最終階級は海軍少将。

## 略歴
- 福岡市に旧福岡藩家老の家に生まれる
- 海軍兵学校40期卒業（同期は大西瀧治郎・宇垣纏・山口多聞）
- 大正15年（1926年） - 桃型駆逐艦「桃」駆逐艦長
- 昭和2年（1927年） - 樅型駆逐艦「蓮」駆逐艦長
- 昭和5年（1930年） -  睦月型駆逐艦「如月」駆逐艦長
- 昭和7年（1932年） - 睦月型駆逐艦「睦月」駆逐艦長・海軍中佐
- 昭和10年（1935年） - 第22駆逐隊司令・海軍大佐
- 昭和12年（1937年） - 第25駆逐隊司令
- 昭和13年（1938年） - 第21駆逐隊司令・第28駆逐隊司令
- 昭和13年（1938年） - 大湊防備隊司令・大湊港務部長
- 昭和15年（1940年） - 佐伯防備隊司令
- 昭和17年（1942年） - 廈門警備隊司令
  - 11月25日 - 呉鎮守府付として勤務中病死。海軍少将

## 駆逐隊
駆逐艦を4隻単位の隊として運用する試みは、日露戦争中に進められており、戦後も継続して駆逐隊編制を推進することになった。
- 第22駆逐隊

佐世保所属。駆逐艦『皐月』『水無月』『文月』『長月』によって編成。昭和19年（1944年） 解隊。
- 第25駆逐隊

佐世保所属。駆逐艦『樅』『榧』『梨』『竹』によって編成。昭和14年（1939年） 解隊。
- 第28駆逐隊

佐世保所属。駆逐艦『朝凪』『夕凪』によって編成。昭和14年（1939年） に第29駆逐隊へ統合。

## 防備隊
- 佐伯防備隊

呉鎮守府に属し、駆潜艇を中心に豊後水道の警備を担当。佐伯海軍航空隊は航空機による豊後水道の警備を担当。
共に艦船の出入掩護に当たった。
- 大湊防備隊

大湊警備府に属し、津軽海峡を中心に青森県・北海道・樺太・千島を防御する部隊。

## 厦門警備隊
華南方面の陸上部隊として、3個陸戦隊を統率した第2特別陸戦隊を基幹に、華南沿海担当の第5艦隊隷下に編制。
厦門を根拠地として周辺の哨戒・鎮圧を担当したが、馬公から近く、太平洋戦争開戦による兵力供出のため､井原美岐雄が赴任と同時に警備隊に改組。
井原の病没後に再編され、終戦まで「厦門方面特別根拠地隊」として部隊を維持した。

## 栄典
- 1914年（大正3年）1月30日 - 正八位[1]
- 1916年（大正5年）1月21日 - 従七位[2]